# Nuestra Señora de Begoña (Almáciga)
Nuestra Señora de Begoña es una imagen que representa a la Virgen María y que se venera en la Iglesia de Nuestra Señora de Begoña en la pequeña localidad de Almáciga, enclavada en el Macizo de Anaga en el municipio de Santa Cruz de Tenerife (Islas Canarias, España). 
La Virgen de Begoña es la patrona de Almáciga y una de las imágenes más veneradas del Macizo de Anaga y de la isla de Tenerife. Pese a tratarse de una réplica de la imagen que se encuentra en la Basílica de Nuestra Señora de Begoña en Bilbao (País Vasco, España), la imagen de Almáciga tiene su propia historia, la cual se ha convertido en una de las más populares de Tenerife.

## Historia
En 1945 se celebraba el Xacobeo y un grupo de fieles salió desde Bilbao en barco con dirección a Santiago de Compostela. Durante la travesía tiraron por la borda una botella que en su interior contenía un mensaje y cinco estampas de la Virgen de Begoña. La botella llegó a las playas del otro lado de España, en el pueblecito de Almáciga al noreste de Tenerife y allí se envió una réplica exacta de la imagen de la Virgen de la Begoña desde Bilbao por petición de los vecinos de Almáciga.
La imagen y todo en sí fue donado por personas y cofradías de Bilbao, incluso la travesía por mar en la que peregrinos de Bilbao acompañarían a la imagen. La imagen de la Virgen fue bendecida el 27 de abril de 1950 en la Basílica de Begoña y bajada aquella misma tarde a la Quinta Parroquia. Hacia el mediodía del 2 de mayo, bajo la mirada de miles de fieles bilbaínos la imagen zarpaba del muelle en el barco "Monte Urquiola" hacia Tenerife.
Tras llegar a Santa Cruz de Tenerife, fue recibida por toda la ciudad en el muelle del puerto capitalino, primeramente la Virgen se hospedó durante ocho días en solemne jubileo en la Iglesia Matriz de la Concepción (el templo madre de la capital de la isla). El 14 de mayo se procedió a la misa en la Plaza de la Candelaria de la ciudad (que toma el nombre de la Patrona de Canarias, la Virgen de Candelaria) y al embarque hacia el pueblo de Almáciga.
La "procesión marítima" fue seguida por cientos de barcos. Uno de los momentos más emotivos ocurrió cuando el barco de la Virgen pasó junto a las costas del pueblo de San Andrés, ya que la imagen del santo patrón de este pueblo también fue embarcada en un barco de pescador y fue llevada al encuentro junto al barco de la Virgen con la intención de acompañarla hasta Almáciga. Sin embargo, debido al fuerte oleaje el barco que trasportaba al Santo Apóstol tuvo que dar la vuelta a la altura de la punta de Los Órganos ya divisándose las costas de Igueste de San Andrés. Por este motivo las imágenes se despidieron en ese punto, mientras que el barco de San Andrés regresaba al pueblo homónimo, el barco que transportaba a la imagen de la Begoña tuvo que avanzar hacia su destino en Almáciga. Este acontecimiento es considerado un símbolo de hermandad entre los dos pueblos: San Andrés y Almáciga.
Llegada la imagen a Almáciga fue entronizada por el obispo de la Diócesis de Tenerife en la ermita que se había construido en 1936 en la localidad en honor de San Juan Bautista, ampliándose tras la llegada de la Virgen y cambiando su titularidad por la de Nuestra Señora de Begoña. Desde entonces la imagen ha recibido culto y veneración por gentes venidas desde toda la isla de Tenerife, desde otras islas del Archipiélago Canario y por supuesto gentes venidas desde Bilbao y de otras partes del País Vasco. 
En el año 2000 esta ermita fue derribada debido a deficiencias estructurales, y sustituida por otra provisional más pequeña. En 2006 comenzó la construcción de un nuevo templo de estilo contemporáneo cuya finalización se dilató en el tiempo. Finalmente, el 1 de junio de 2019 el nuevo templo sería consagrado por el obispo de Tenerife Bernardo Álvarez Afonso y con la presencia del obispo auxiliar de Bilbao Joseba Segura. Además también estuvieron presentes miembros de la Cofradía de Begoña de Bilbao y el párroco de la Basílica bilbaína.
La Fiesta de la Virgen de Begoña se festeja el 29 de abril, aniversario de la llegada de la botella a Almáciga.